# Dumbrava (okręg Jassy)
Dumbrava – wieś w Rumunii, w okręgu Jassy, w gminie Ciurea. W 2011 roku liczyła 1269 mieszkańców.